# Печёночный паштет

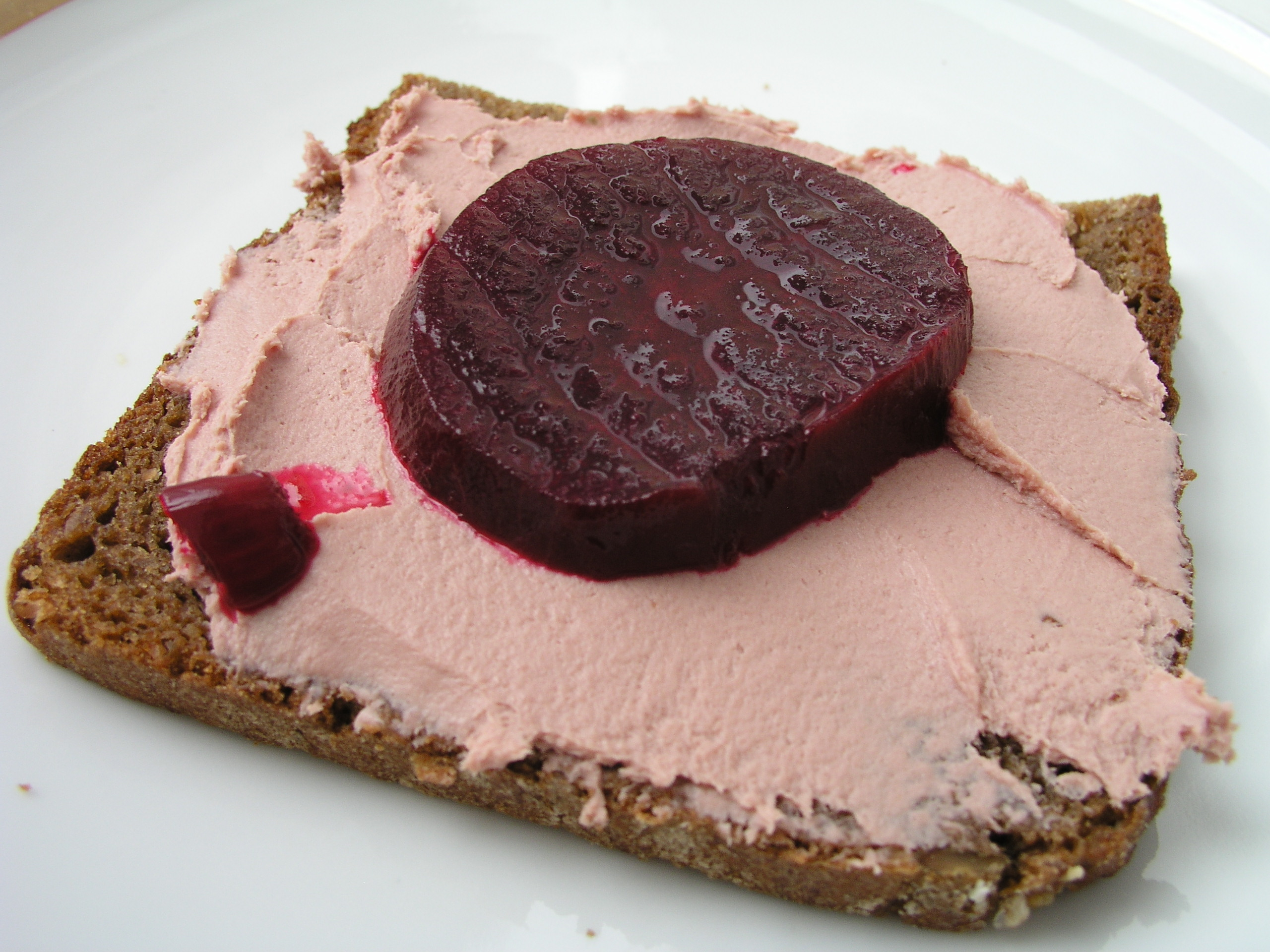
Смёрребрёд «леверпостай» с маринованной свёклой

Печёночный паштет — деликатесное закусочное блюдо, бутербродная паста из телячьей, говяжьей и свиной печёнки. Из гусиной печени фуа-гра готовят также печёночный паштет. В СССР паштеты из говяжьей печени промышленного производства в различных рецептах относились к диетическому питанию и применялись в лечении малокровия и для улучшения деятельности нервной системы.
Для приготовления печёночных паштетов печёнку нарезают кусочками и сначала обжаривают на свином шпиге, а затем пассеруют в течение нескольких минут до готовности с репчатым луком и кореньями. В некоторых рецептах паштет готовят из предварительно отваренной печени. Готовую охлаждённую печёнку пропускают через мясорубку, приправляют и смешивают со сливочным маслом до получения однородной массы. В различных рецептах печёночного паштета добавляют натёртый сыр, измельчённые грецкие орехи и чеснок. Готовую паштетную массу формируют в форме рулета или порционных квадратиков или кружочков и охлаждают.
Смёрребрёд «леверпостай» — с печёночным паштетом — неотъемлемая часть датской кухни. В высших кругах Копенгагена печёночный паштет вошёл в моду благодаря некоему французскому повару в 1847 году, наиболее древние его рецепты обнаруживаются в кулинарных книгах 1860-х годов. С изобретением мясорубки печёночный паштет перестал быть дорогостоящим деликатесом и обрёл популярность в народе.